# Кларибель Алегрия
Клара Исабель Алегрия Видес (исп. Clara Isabel Alegría Vides; 12 мая 1924 — 25 января 2018), более известная как Кларибель Алегриа (исп. Claribel Alegría) — никарагуано-сальвадорская поэтесса, писательница, эссеистка и журналистка, один из главных голосов в литературе современной Центральной Америки. В 2006 году она была удостоена Международной премии Нойштадта в области литературы.

## Биография
Алегрия родилась в Эстели (Никарагуа) в семье никарагуанца Даниэля Алегрии и сальвадорки Аны Марии Видес. Её двоюродным братом был активист Леонель Гомес Видес. Когда Кларибель было девять месяцев, её отца отправили в изгнание за протест против нарушений прав человека, имевших место во время оккупации Никарагуа Соединенными Штатами; в результате Кларибель выросла в городе Санта-Ана на западе Сальвадора, откуда родом её мать.
В 8-летнем возрасте Алегрия стала свидетелем резни более тридцати тысяч крестьян в Сальвадоре. В доме в Сантанеке у девочки была возможность встретиться с такими видными деятелями культуры, как Саларруэ, Хосе Васконселос (который летом 1930 года и окрестил её Кларибель) и Мигель Анхель Астуриас.
Хотя Кларибель ещё была слишком мала, чтобы читать или писать, она начала сочинять стихи уже в шесть лет, надиктовывая их матери. Алегрия постоянно цитировала «Письма к молодому поэту» Райнера Марии Рильке как толчок к собственным поэтическим упражнениям. В возрасте семнадцати лет она впервые опубликовала свои стихи в Repertorio Americano.
Вскоре после этого мексиканский педагог Хосе Васконселос организовал для Алегрии поступление на учёбу в Хаммонд (штат Луизиана). В 1943 году она переехала в США, где в 1948 году получила степень бакалавра философии и литературы в Университете Джорджа Вашингтона.
Алегрия была приверженкой ненасильственного сопротивления. У неё были тесные связи с Сандинистским фронтом национального освобождения (СФНО), который сверг Анастасио Сомосу Дебайле в ходе Сандинистской революции 1979 года. Алегрия вернулась в Никарагуа в 1985 году, чтобы помочь в восстановлении страны в условиях поддерживаемой США войны контрас против сандинистского правительства. Во время её пребывания на посту консула Никарагуа в Соединённых Штатах администрация Рональда Рейгана объявила её персоной нон грата в отместку за изгнание нескольких чиновников из своего посольства в Манагуа.
Позже Алегрия жила в столице Никарагуа Манагуа. Она умерла 25 января 2018 года в возрасте 93 лет.

## Карьера
Литературное творчество Алегрии отражает стиль «Поколения ответственности» (la genracion comprometida) — популярного литературного течения в Центральной Америке 1950-х — 1960-х годов. Как и многие другие поэты её поколения, критикующие своё общество, она заявляла о своих правах, используя язык, который часто считается контрлитературным. Её произведения затрагивают такие вопросы, как любовь, смерть, тоска и надежда на жизнь.
Алегрия опубликовала множество сборников стихов: «Изгой» (2003), «Печаль» (1999), «Умбралес» (1996) и «Женщина Рио» (1989). Она также публиковала романы и детские рассказы, а также свидетельства (часто в сотрудничестве со своим мужем, «Бадом» Флаколлом), такие как «Они не возьмут меня живой».

## Награды
- Кубинская премия Дома Америк (Casa de las Américas) 1978 года за сборник стихов Sobrevivo («Я выживаю»); вместе с Джокондой Белли.
- Нейштадская международная литературная премия 2006 года[10][11][12].
- XXVI Премия королевы Софии по ибероамериканской поэзии 2017 года от Университета Саламанки и Национального фонда Испании.

## Сочинения
- Anillo de silencio (1948)
- Suite de amor, angustia y soledad (1950)
- Vigilias (1953)
- Acuario (1955)
- Tres cuentos (1958)
- Huésped de mi tiempo (1961)
- Vía única (1965)
- Cenizas de Izalco (1966)
- Aprendizaje (1970)
- Pasaré a cobrar y otros poemas (1973)
- Sobrevivo (1978, Premio Casa de las Américas de Poesía)
- La encrucijada salvadoreña (1980)
- Nicaragua: la revolución sandinista (1980)
- Flores del volcán; Suma y sigue (1981)
- No me agarran viva: la mujer salvadoreña en lucha (1983)
- Para Romper El Silencio: Resistencia Y lucha en las cárceles salvadoreñas (1983)
- Álbum familiar (1984)
- Despierta, mi bien, despierta (1986)
- Luisa en el país de la realidad (1987)
- Cenizas de Izalco (1989)
- Thresholds/Umbrales: Poems (1996)
- El Nino Que Buscaba A Ayer (1997)
- Soltando Amarras (2003)